# Pierce City
Pierce City est une ville du comté de Lawrence et du comté de Barry au Missouri.
Sa population était de 1 292 habitants en 2010.

## Histoire
Pierce City a été aménagée en 1870 comme une étape-relais sur l'Atlantic and Pacific Railroad. 
Elle a été orthographiée à l'origine Peirce City, du nom d'Andrew Peirce, Jr. de Boston, président du chemin de fer Saint-Louis-San Francisco. L'orthographe Pierce a été utilisée à tort par le service postal des États-Unis et adoptée officiellement dans les années 1930. Une tentative de 1982 de revenir à Peirce a été rejetée par le Bureau du recensement des États-Unis.

## Personnalités liées à la ville
- Martha Griffiths (1912-2003), femme politique, y est née.